# Tour du Rwanda 2016
La 8e édition du Tour du Rwanda a lieu du 13 au 20 novembre 2016 au Rwanda.

## Classement général final
| Classement général final | Classement général final | Classement général final | Classement général final            | Classement général final |
|                          | Coureur                  | Pays                     | Équipe                              | Temps                    |
| ------------------------ | ------------------------ | ------------------------ | ----------------------------------- | ------------------------ |
| 1er                      | Valens Ndayisenga        | Rwanda                   | Dimension Data-Qhubeka              | en 21 h 15 min 21 s      |
| 2e                       | Metkel Eyob              | Érythrée                 | Dimension Data-Qhubeka              | + 39 s                   |
| 3e                       | Tesfom Okbamariam        | Érythrée                 | Équipe nationale d'Érythrée         | + 1 min 30 s             |
| 4e                       | Joseph Areruya           | Rwanda                   | Club Les Amis Sportifs De Rwamagana | + 2 min 52 s             |
| 5e                       | Amanuel Gebrezgabihier   | Érythrée                 | Dimension Data-Qhubeka              | + 4 min 5 s              |
| 6e                       | Kibrom Hailay            | Éthiopie                 | Équipe nationale d'Éthiopie         | + 4 min 13 s             |
| 7e                       | Temesgen Buru            | Éthiopie                 | Équipe nationale d'Éthiopie         | + 4 min 47 s             |
| 8e                       | Dimitri Bussard          | Suisse                   | Suisse Meubles Descartes            | + 5 min 3 s              |
| 9e                       | Jean Bosco Nsengimana    | Rwanda                   | Stradalli-Bike Aid                  | + 5 min 3 s              |
| 10e                      | Suleiman Kangangi        | Kenya                    | Kenyan Riders Downunder             | + 5 min 24 s             |
| modifier                 |                          |                          |                                     |                          |

## Étapes
| Étape     | Date        | Villes étapes     |  | Distance (km) | Vainqueur d’étape  | Leader du classement général |
| --------- | ----------- | ----------------- |  | ------------- | ------------------ | ---------------------------- |
| Prologue  | 13 novembre | Kigali - Kigali   |  | 3,3           | Timothy Rugg       | Timothy Rugg                 |
| 1re étape | 14 novembre | Kigali - Ngoma    |  | 96,4          | Guillaume Boivin   | Joseph Areruya               |
| 2e étape  | 15 novembre | Kigali - Karongi  |  | 124,7         | Valens Ndayisenga  | Valens Ndayisenga            |
| 3e étape  | 16 novembre | Karongi - Rusizi  |  | 115,9         | Timothy Rugg       | Valens Ndayisenga            |
| 4e étape  | 17 novembre | Rusizi - Huye     |  | 140,7         | Joseph Areruya     | Valens Ndayisenga            |
| 5e étape  | 18 novembre | Muhanga - Musanze |  | 125,8         | Metkel Eyob        | Valens Ndayisenga            |
| 6e étape  | 19 novembre | Musanze - Kigali  |  | 103,9         | Valens Ndayisenga  | Valens Ndayisenga            |
| 7e étape  | 20 novembre | Kigali - Kigali   |  | 108           | Tesfom Okubamariam | Valens Ndayisenga            |